# Elatostema calcareum
Elatostema calcareum es una especie de planta del género Elatostema, perteneciente a la familia Urticaceae.

## Taxonomía
Elatostema calcareum fue descrita por Elmer Drew Merrill en 1914.

## Distribución
Se encuentra en el territorio de las islas Carolinas y las Marianas.